# Una estrella sobre Belén
Una estrella sobre Belén (Star Over Bethlehem and other stories, en inglés) es un libro ilustrado de poesía y cuentos de temática religiosa, escrito por la novelista de crimen y misterio Agatha Christie. Fue publicado bajo el nombre de “Agatha Christie Mallowan” (su otro libro publicado bajo este nombre fue Ven y dime cómo vives). 
Fue publicado en el Reino Unido por Collins el 1 de noviembre de 1965, y en los Estados Unidos por Dodd, Mead and Company ese mismo año. Nunca fue editado en español.
Contiene 5 poemas y seis cuentos, todos ellos con referencia cristiana. Algunos de los poemas pueden ser usados como comentario o epílogo de los cuentos (ej. Gold, Frankincense and Myrrh hace referencia a los regalos dejados en el establo que el burro intenta comer en el cuento The Naughty Donkey).
Aunque relativamente desconocida, esta obra a menudo se afirma que está dirigida a los niños, pero las historias que contiene están firmemente orientadas a un público adulto y con temas de adultos, sobre todo para el año 1965. Por ejemplo, en el cuento The Water Bus, la sirvienta de Mrs Hargreave intenta descargar sus problemas sobre su patrona, el principal de ellos es que su hija se está muriendo en un hospital después de que un aborto ilegal haya salido mal.
Poco se conoce sobre las razones que impulsaron a la autora a escribir este libro, sin embargo es sabido que Christie conservó fuertes creencias religiosas a lo largo de toda su vida. También dijo estar satisfecha con los planes de Collins por la publicación e ilustración por parte de Elsie Wrigle, y complacida por la recepción que tuvo el libro.

## Poemas
- A Greeting
- A Wreath for Christmas
- Gold, Frankincense and Myrrh
- Jenny by the Sky
- The Saints of God

## Cuentos
- Star Over Bethlehem
- The Naughty Donkey
- The Water Bus
- In the Cool of the Evening
- Promotion in the Highest
- The Island